# Le Coût de la vie (roman de Levy)
Pour les articles homonymes, voir Le Coût de la vie (homonymie).
Le Coût de la vie (titre original en anglais : The Cost of Living. A Working Autobiography) est un roman autobiographique de l'écrivaine britannique Deborah Levy paru originellement le 5 avril 2018 aux éditions Bloomsbury, et en français le 20 août 2020 aux éditions du Sous-sol. Associé son autre roman Ce que je ne veux pas savoir (2020), il reçoit le 2 novembre 2020 le prix Femina étranger,.

## Réception critique
Les deux volets autobiographiques de Deborah Levy sont particulièrement bien accueillis par Camille Laurens qui en fait une recension enthousiaste dans Le Monde soulignant le « style vif et le regard aigu » de l'écrivaine et la qualité de la traduction.

## Éditions
- (en) The Cost of Living. A Working Autobiography, Bloomsbury Publishing, 2018  (ISBN 978-1635571912), 144 p.
- Le Coût de la vie, trad. Céline Leroy, éditions du Sous-sol, 2020  (ISBN 9782364684546)[6]